# دره زيارت السفلي (سقز)
قرية دره زيارت السفلي (بالكردية: دەرەزیارەت خواروو) هي إحدى القرى التابعة لـذو الفقار في ريف قسم سرشيو من مقاطعة سقز، في محافظة كردستان الإيرانية.

## السكان
حسب إحصاءات سنة 2006، بلغ إجمالي السكان في دره زيارت السفلي 227 نسمة وعدد المساكن 41 مسكن. لغة سكان دره زيارت السفلي هي اللغة الكردية و هم من أهل السنة والجماعة والمذهب الشافعي.